# 貝克鎮區 (北達科他州基德縣)
貝克鎮區（英語：Baker Township）是位於美國北達科他州基德縣的一個鎮區。

## 地方資料
貝克鎮區的面積為103.43平方千米，當中陸地面積為101.78平方千米，而水域面積為1.65平方千米。根據2020年美國人口普查的數據，當地共有人口25人，而人口密度為每平方千米0.24人。